# Jeff Bennett
Jeff Bennett (anglès: Jeffrey Glenn Bennett)  (Houston, 2 d'octubre de 1962) és un actor de doblatge estatunidenc.
El 2012, Bennett va ser guardonat amb un Premi Annie, en la 39a edició, pel seu paper a "Els pingüins de Madagascar" i, el 2016, va rebre un Premi Emmy pel seu paper a Transformers: Rescue Bots. Ha estat inclòs entre els millors noms del camp de veu en off.
També ha participat en algunas series live-action com Married with Children i The Suite Life of Zack and Cody.

## Biografia
Jeff Bennet va néixer a Houston, Texas. Va rebre formació com a actor a l'escenari de l’Alley Theatre de Houston, abans de traslladar-se a Califòrnia amb la seva família el 1990.

## Carrera
El primer paper de Bennett a la indústria de la veu en off va ser Horace "IQ" Boothroyd the Third a James Bond Jr..
Després, van arribar més papers, incloent-hi Brooklyn a Gargoyles, Petrie a la sèrie The Land Before Time a partir de la segona pel·lícula (en substitució del difunt Will Ryan), Jitters A. Dog a Bonkers, Lord Camembert a Biker Mice from Mars, Roger Dearly, Lieutenant Pug i diversos altres a 101 Dalmatians: The Series, i Dexter's Dad in Dexter's Laboratory.
El 1995, va interpretar el que seria el seu paper més conegut, el personatge principal de Johnny Bravo i Johnny Bravo i Amazon Women a The What a Cartoon Show!. Per al personatge, Bennett va utilitzar una suplantació d'Elvis Presley, que es trobava entre el jove i el gran Presley. El 1997, Johnny Bravo es va convertir en una sèrie de televisió. Un espectacle d'èxit de culte, va continuar des del 1997 fins al 2004, rebent elogis i múltiples nominacions als premis Annie, inclosa una per a Bennett.
També ha proporcionat diverses veus a la sèrie d'animació Freakazoid!, donant veu a personatges com The Huntsman, Cave Guy, Candle Jack, Lord Bravery i molts altres.
Més tard, va fer les veus de Drixenol "Drix" Koldriliff a Ozzy i Drix (en substitució de David Hyde Pierce), Clay Bailey a Xiaolin Showdown, Mister Boss i Mister Fizz a Codename: Kids Next Door, Raj a Camp Lazlo, Principal Luna i Jan. Rongetes (conserge i guitarrista suec) a Class of 3000, Azmuth a Ben 10 Alien Force i Ben 10: Ultimate Alien, Smee and Bones a Jake and the Never Land Pirates.
Des del 2006, Bennett ha donat veu al paper de The Man With the Yellow Hat i també al granger del barri Mr. Renkins a la sèrie de televisió de PBS Kids Curious George. La sèrie va ser guardonada amb Daytime Emmys pel millor programa d'animació infantil el 2008, 2010 i 2012.
Bennett també ha fet les veus del Joker i d'altres personatges a Batman: The Brave and the Bold, Dorkus a Planet Sheen, diversos personatges (Keswick, Larry i Ollie) a TUFF Puppy, Red Tornado a Young Justice i Kowalski, Chuck Charles. i l'ordinador de l'equip a Els Pingüins de Madagascar.
El 2012, va ser guardonat amb el premi Annie a l'èxit individual destacat per a la interpretació de veu en una producció de televisió pel seu paper de Kowalski. També va ser nominat al premi Daytime Emmy com a millor intèrpret en un programa d'animació, però va perdre davant June Foray.
El 2016, Bennett va guanyar el premi Daytime Emmy com a millor intèrpret en un programa animat per la seva actuació com a alcalde Lusky a Transformers: Rescue Bots.

## Vida personal
Bennett està casat amb Susan E. Welby des de 1988 i té una filla nascuda el 1998. El 2016 es va presentar una separació legal, però després es van reconciliar.

## Filmografia
| Any  | Títol                                                              | Funció                                                                           | Nota(s)               |
| ---- | ------------------------------------------------------------------ | -------------------------------------------------------------------------------- | --------------------- |
| 1992 | The Little Mermaid                                                 | Thackery de Cosgrove                                                             |                       |
| 1993 | Batman: Mask of the Phantasm                                       | Veus addicionals                                                                 |                       |
| 1994 | A Hollywood Hounds Christmas                                       | Dubti, Veus addicionals                                                          |                       |
| 1994 | The Return of Jafar                                                | Lladre                                                                           | Directe a vídeo       |
| 1994 | The Lion King                                                      | Zazu (veu cantant)                                                               | 2003 Platinum Edition |
| 1994 | The Land Before Time II: The Great Valley Adventure                | Petrie, Ozzy                                                                     | Directe a vídeo       |
| 1995 | Gargoyles the Movie: The Heroes Awaken                             | Brooklyn, Magus, Owen                                                            |                       |
| 1995 | Pochontas                                                          | John Smith, Cap Natiu, Sr. Gain (no acreditat)                                   | Directe a vídeo       |
| 1995 | Mortal Kombat                                                      | Johnny Cage, Scorpion                                                            | Directe a vídeo       |
| 1995 | The New Adventures of Peter Rabbit                                 | Benjamin Bunny, Mr. McGregor, Trevor T. Tittlemouse, Squirrel, Chipmunk, Mr. Tod | Directe a vídeo       |
| 1995 | The Land Before Time III: The Time of the Great Giving             | Petrie, Mutt, Iguanodon                                                          | Directe a vídeo       |
| 1996 | Siegfried & Roy: Masters of the Impossible                         |                                                                                  |                       |
| 1996 | James and the Giant Peach                                          | Centpeus (veu cantant)                                                           |                       |
| 1996 | El geperut de Notre Dame                                           | Soldats de Frollo                                                                |                       |
| 1996 | Aladdin and the King of Thieves                                    | Veus addicionals                                                                 | Directe a vídeo       |
| 1996 | The Land Before Time IV: Journey Through the Mists                 | Petrie, Ichy                                                                     | Directe a vídeo       |
| 1996 | Dot and Spot's Magical Christmas                                   | Steve                                                                            |                       |
| 1997 | Mighty Ducks the Movie: The First Face-Off                         | Duke L'Orange                                                                    |                       |
| 1997 | Beauty and the Beast: The Enchanted Christmas                      | Axe, Poke                                                                        | Directe a vídeo       |
| 1997 | The Land Before Time V: The Mysterious Island                      | Petrie, Sr. Clubtail                                                             | Directe a vídeo       |
| 1998 | Beauty and the Beast: Belle's Magical World                        | Crane                                                                            | Directe a vídeo       |
| 1998 | Pocahontas II: Journey to a New World                              | Veus addicionals                                                                 | Directe a vídeo       |
| 1998 | The Land Before Time VI: The Secret of Saurus Rock                 | Petrie, Spike                                                                    | Directe a vídeo       |
| 1999 | Wakko's Wish                                                       | Capità de la Guàrdia, Baloney                                                    | Directe a vídeo       |
| 1999 | The Nuttiest Nutcracker                                            | El coronel, el doctor ratolí, el soldat ratolí                                   | Directe a vídeo       |
| 1999 | Mickey's Once Upon a Christmas                                     | Papà, Bomber #2, Mortimer, Locutor, Home, Disfressa                              | Directe a vídeo       |
| 1999 | An American Tail: The Mystery of the Night Monster                 | Slug / Líder de gos                                                              | Directe a vídeo       |
| 1999 | Dexter's Laboratory: Ego Trip                                      | Acció Dexter, Mandark Robot, Papà, Robot #1, Oficial 9412                        | [ 14 ]                |
| 2000 | An Extremely Goofy Movie                                           | Bradley Uppercrust III, Chuck the Sportscaster                                   | Directe a vídeo       |
| 2000 | Scooby-Doo and the Alien Invaders                                  | Lester                                                                           | Directe a vídeo       |
| 2000 | Tweety's High-Flying Adventure                                     | Foghorn Leghorn, Casino Cat #1, veus addicionals                                 |                       |
| 2000 | Joseph: King of Dreams                                             | Levi                                                                             | Directe a vídeo       |
| 2000 | The Land Before Time VII: The Stone of Cold Fire                   | Petrie, Dinosaure Spokes, Narrador                                               | Directe a vídeo       |
| 2000 | Alvin and the Chipmunks Meet the Wolfman                           | Veus addicionals (no acreditades)                                                | Directe a vídeo       |
| 2001 | Lady and the Tramp II: Scamp's Adventure                           | Tramp, Jock, Trusty, Dogcatcher                                                  | Directe a vídeo       |
| 2001 | The Flintstones: On the Rocks                                      | Xavier el Vilà, Club Locutor, Pool Waiter                                        | Directe a vídeo       |
| 2001 | Mickey's Magical Christmas: Snowed in at the House of Mouse        | Sr. Jollyland, veus addicionals                                                  | Directe a vídeo       |
| 2001 | The Land Before Time VIII: The Big Freeze                          | Petrie, Corythosaurus                                                            | Directe a vídeo       |
| 2002 | Return to Never Land                                               | Smee, tripulació pirata                                                          | [ 14 ]                |
| 2002 | Balto II: Wolf Quest                                               | Yak                                                                              | Directe a vídeo       |
| 2002 | Cinderella II: Dreams Come True                                    | Veus addicionals                                                                 | Directe a vídeo       |
| 2002 | Tom i Jerry: L'anell màgic                                         | Tom, Dropia, Joey                                                                | Directe a vídeo       |
| 2002 | The Powerpuff Girls Movie                                          | Ace, Big Billy, Grubber, Baboon Kaboom, Patrulla Go-Go                           | [ 14 ]                |
| 2002 | Tarzan &amp; Jane                                                  | Professor Arquimedes Q. Porter, Robert "Bobby" Canler                            | Directe a vídeo       |
| 2002 | Mickey's House of Villains                                         | Venedor                                                                          | Directe a vídeo       |
| 2002 | The Land Before Time IX: Journey to Big Water                      | Petrie                                                                           | Directe a vídeo       |
| 2003 | 101 Dalmatians II: Patch's London Adventure                        | Jasper                                                                           | Directe a vídeo       |
| 2003 | El llibre de la selva 2                                            | Buzzie                                                                           |                       |
| 2003 | Inspector Gadget 2                                                 | Cervell                                                                          | [ 14 ]                |
| 2003 | Scooby-Doo! and the Legend of the Vampire                          | Jasper Ridgeway, Jack, Lifeguard #1                                              | [ 14 ]                |
| 2003 | Atlantis: Milo's Return                                            | Sam McKeane                                                                      | Directe a vídeo       |
| 2003 | Stitch! The Movie                                                  | Dr. Jacques von Hämsterviel                                                      | Directe a vídeo       |
| 2003 | Looney Tunes: De nou en acció                                      | Yosemite Sam, Foghorn Leghorn, Desagradable Canastra                             | [ 14 ]                |
| 2003 | The Land Before Time X: The Great Longneck Migration               | Petrie                                                                           | Directe a vídeo       |
| 2003 | The Powerpuff Girls: 'Twas the Fight Before Christmas              | Conductor, Serf, Elf #2                                                          | Directe a vídeo       |
| 2004 | The Lion King 1½                                                   | bashful                                                                          | Directe a vídeo       |
| 2004 | The Jimmy Timmy Power Hour                                         | Agent de fades #2                                                                | Directe a vídeo       |
| 2004 | Scooby-Doo! and the Loch Ness Monster                              | Del Chillman, Sir Ian Locksley, Harpoon Gunner                                   | Directe a vídeo       |
| 2004 | Jimmy Neutron: Win, Lose and Kaboom                                | Gorlock #2, Cervell #1                                                           | Directe a vídeo       |
| 2004 | Mickey, Donald, Goofy: The Three Musketeers                        | Beagle Boys, Veus addicionals                                                    | Directe a vídeo       |
| 2004 | Kangaroo Jack: G'Day U.S.A.!                                       | Kangaroo "Jackie Cames" Jack                                                     | [ 14 ]                |
| 2004 | Mickey's Twice Upon a Christmas                                    | Donner                                                                           | Directe a vídeo       |
| 2005 | Tom and Jerry: Blast Off to Mars                                   | Dr. Gluckman, Guàrdia Marcià #1, President                                       | Directe a vídeo       |
| 2005 | Mulan II                                                           | Veus addicionals                                                                 | Directe a vídeo       |
| 2005 | The Land Before Time XI: Invasion of the Tinysauruses              | Petrie                                                                           | Directe a vídeo       |
| 2005 | Tom i Jerry: Ràpids i peluts                                       | Steed, locutor de televisió                                                      | Directe a vídeo       |
| 2005 | Batman vs. Drácula                                                 | Arkham Asil Reclús, Veus addicionals                                             | Directe a vídeo       |
| 2005 | Kronk's New Groove                                                 | Skinny Old Man, Stout Old Man, Gollum-Rudy, Veus addicionals                     |                       |
| 2006 | The Jimmy Timmy Power Hour 2: When Nerds Collide                   | Dr. Moist                                                                        | Directe a vídeo       |
| 2006 | Curious George                                                     | Venedor                                                                          | [ 14 ]                |
| 2006 | Astèrix i els víkings                                              | Getafix, Narrador                                                                | [ 14 ]                |
| 2006 | Queer Duck: The Movie                                              | Rev. Vandergelding, Veus addicionals                                             | [ 14 ]                |
| 2006 | Leroy & Stitch                                                     | Dr. Jacques von Hämsterviel                                                      | Directe a vídeo       |
| 2006 | Codename: Kids Next Door: Operation Z.E.R.O.                       | Sr. Boss, Sr. Fizz, Benedicto Wibirmingham estein                                |                       |
| 2006 | Brother Bear 2                                                     | Atka                                                                             | Directe a vídeo       |
| 2006 | The Land Before Time XII: The Great Day of the Flyers              | Petrie, germà de Petrie #2                                                       | Directe a vídeo       |
| 2006 | The Fox and the Hound 2                                            | Amos Slade (en substitució de Jack Albertson)                                    | Directe a vídeo       |
| 2006 | Bratz Genie Magic                                                  | Kon                                                                              | Directe a vídeo       |
| 2006 | Bratz: Passion 4 Fashion - Diamondz                                | Sr. Jones                                                                        | Directe a vídeo       |
| 2007 | Cinderella III: A Twist in Time                                    | Veus addicionals                                                                 | Directe a vídeo       |
| 2007 | Camp Lazlo: Where's Lazlo?                                         | Raj, Samson, Hoo Ha, Harold                                                      | Directe a vídeo       |
| 2007 | TMNT: Tortugues Ninja Joves Mutants                                | Veus addicionals                                                                 |                       |
| 2007 | Disney Princess Enchanted Tales: Follow Your Dreams                | Lord Duke, el pintor, el sultà, rei Hubert, Granger                              | Directe a vídeo       |
| 2007 | Chill Out, Scooby-Doo!                                             | Dell Chillman, pilot                                                             | Directe a vídeo       |
| 2007 | Enchanted                                                          | Pip en Andalasia                                                                 | [ 14 ]                |
| 2007 | The Land Before Time XIII: The Wisdom of Friends                   | Petrie                                                                           | Directe a vídeo       |
| 2008 | Justice League: The New Frontier                                   | Esportista                                                                       | Directe a vídeo       |
| 2008 | The Little Mermaid: Ariel's Beginning                              | Benjamin, Peix espasa Guàrdies                                                   | Directe a vídeo       |
| 2008 | Tinker Bell                                                        | Clank                                                                            | Directe a vídeo       |
| 2008 | Dead Space: Downfall                                               | Leggio, Dobbs, Jackson                                                           | [ 14 ]                |
| 2008 | Bolt                                                               | Lloyd                                                                            | [ 14 ]                |
| 2008 | The Powerpuff Girls Rule!                                          | Ace, Presoner, Ciutadà Interessat                                                |                       |
| 2008 | A Cranberry Christmas                                              | Cyrus Grape                                                                      |                       |
| 2009 | Open Season 2                                                      | Veus addicionals                                                                 | Directe a vídeo       |
| 2009 | Dr. Dolittle Million Dollar Mutts                                  | Princesa, Rocco, Granota, Cavall                                                 | [ 14 ]                |
| 2009 | Bionicle: The Legend Reborn                                        | Strakk, Tarix                                                                    | Directe a vídeo       |
| 2009 | Tinker Bell and the Lost Treasure                                  | Clank, Leech, Fada Gary                                                          | Directe a vídeo       |
| 2009 | The Haunted World of El Superbeasto                                | Nerdy Patron                                                                     | Directe a vídeo       |
| 2010 | Curious George 2: Follow That Monkey!                              | Ted                                                                              | Directe a vídeo       |
| 2010 | Lego Atlantis: The Movie                                           | Dr. Jeff "Fish" Fisher                                                           |                       |
| 2010 | Gaturro                                                            | Federico Michou                                                                  |                       |
| 2010 | Lego: The Adventures of Clutch Powers                              | Bernie von Beam, Artie Fol                                                       | Directe a vídeo       |
| 2010 | Cats & Dogs: The Revenge of Kitty Galore                           | Duncan MacDougall                                                                | [ 14 ]                |
| 2010 | Tinker Bell and the Great Fairy Rescue                             | Clank                                                                            | Directe a vídeo       |
| 2010 | Kung Fu Magoo                                                      | Sid, Malvat Moustache Total, Guàrdia                                             | [ 14 ]                |
| 2010 | DC Showcase: The Spectre                                           | Foster Brenner, Flemming, Peter McCoy                                            |                       |
| 2011 | Open Season 3                                                      | Earl                                                                             | Directe a vídeo       |
| 2011 | The Little Engine That Could                                       | Hudson, motor 35                                                                 | Directe a vídeo       |
| 2011 | Phineas and Ferb the Movie: Across the 2nd Dimension               | Veus addicionals                                                                 |                       |
| 2011 | Pixie Hollow Games                                                 | Clank, Fada Gary                                                                 |                       |
| 2011 | Batman: Year One                                                   | Alfred Pennyworth                                                                | Directe a vídeo       |
| 2012 | Secret of the Wings                                                | Clank, Dewey                                                                     | [ 14 ]                |
| 2012 | Foodfight!                                                         | Tinent X, Veus addicionals                                                       | [ 14 ]                |
| 2012 | Scooby-Doo! Music of the Vampire                                   | Lord Valdronya, Vincent Van Helsing                                              | Directe a vídeo       |
| 2013 | Scooby-Doo! Mask of the Blue Falcon                                | Owen Garrison/Blue Falcon                                                        | Directe a vídeo       |
| 2013 | Khumba                                                             | Riverine Rabbit, Elder # 3, The Zebra                                            |                       |
| 2013 | Turbo                                                              | Els corbs #2                                                                     |                       |
| 2013 | Scooby-Doo! Stage Fright                                           | Mike Gale, Mel Richmond                                                          | Directe a vídeo       |
| 2013 | Avions                                                             | Veus addicionals                                                                 |                       |
| 2013 | Scooby-Doo! Adventures: The Mystery Map                            | Faro Lou, proveïdor de hot dogs                                                  | Directe a vídeo       |
| 2014 | Khumba                                                             | Conill, Vell #3                                                                  | [ 14 ]                |
| 2014 | Campaneta, fades i pirates                                         | Smee, Clank, Fada Gairy                                                          | Directe a vídeo       |
| 2014 | Scooby-Doo! Frankencreepy                                          | Iago, Schmidlap                                                                  | Directe a vídeo       |
| 2014 | The Snow Queen 2: The Snow King                                    | Troll King                                                                       | [ 14 ]                |
| 2015 | Scooby-Doo! Moon Monster Madness                                   | Colt Steelcase                                                                   | Directe a vídeo       |
| 2015 | Curious George 3: Back to the Jungle                               | Ted                                                                              | Directe a vídeo       |
| 2016 | The Land Before Time XIV: Journey of the Brave                     | Petrie                                                                           | Directe a vídeo       |
| 2017 | Lego Scooby-Doo! Blowout Beach Bash                                | Adjunt, Guia del Museu                                                           | Directe a vídeo       |
| 2018 | Scooby-Doo! & Batman: The Brave and the Bold                       | Joker, Guàrdia de Seguretat Arkham                                               | Directe a vídeo       |
| 2019 | Curious George: Royal Monkey                                       | Ted                                                                              | Directe a vídeo       |
| 2020 | Curious George: Go West, Go Wild!                                  | Ted                                                                              | Directe a vídeo       |
| 2021 | Straight Outta Nowhere: Scooby-Doo! Meets Courage the Cowardly Dog | General, Acte Help Book                                                          | Directe a vídeo       |
| 2022 | Chip 'n Dale: Rescue Rangers                                       | Lumière                                                                          |                       |

### Series animades
- Aladdín: Amin Damoola
- Els Pingüins de Madagascar: Kowalski
- Animaniacs: Baloney
- Les Aventures de Jimmy Neutrón: El nen inventor: Travoltron, veus addicionals
- Bump in the Night: Gloog
- Captain Simian & the Space Monkeys: Orbitron
- Camp Lazlo: Raj, Samson, Comandant Hoo Ha
- Class of 3000: Director Luna
- Dave the Barbarian: Narrador, Twinkle
- Dexter's Laboratory: Pare de Dexter
- Earthworm Jim: Peter el gosset, narrador
- ¡Fenomenoide!: Lord Bravery, Caçador
- Gargoyles: Brooklyn, Owen Burnett, Magus
- Histeria!: Bob el suertudo
- American Dragon, Jake Long: Sr. Jonathan Long, El Caçador fosc, Canciller Kulde, Rei Martell, veus addicionals
- Johnny Bravo: Johnny Bravo
- Curious George: Ted, l'home del barret groc.
- Codename: Kids Next Door: Sr. Jefe, Sr. Fizz, Destructor Pare, veus addicionals
- Lilo & Stitch: The Series: Dr. Von Hamsterviel
- The Emperor's New School: El pare de Kronk, Càmera de seguritat, Topo e Ipi, veus addicionals
- The Secret Saturdays: Dr. Arthur Beeman
- Ozzy & Drix: Drix
- Phantom 2040: Maxwell Madison
- Road Rovers: Blitz
- Space Goofs: Bud, Stereo
- Shorty McShorts' Shorts: Veus addicionals en un curt
- The Batman: Ragdoll, D.A.V.E, Killer Moth
- The Land Before Time: Petrie
- The Mask: Animated Series: Eddie (Home peix), veus addicionals
- Mighty Ducks: Duke L'Orange
- Les Supernenes: As, el Gran Billy i el Geni de la Banda
- The Proud Family: Joseph en un episodii
- Xiaolin Showdown: Clay Bailey, Cíclope, Mestre Monje Guang, Planta Heylin (Gigi).
- Mina and the Count: Igor i veu addicional en el curt.
- Transformers Animated: Prowl, Ultra Magnus i Mixmaster
- Planet Sheen : Dorkus
- T.U.F.F. Puppy: Keswick, Larry i veus addicionals
- Regular Show: Els Rossos, Hi-Five Ghost (primers episodios).

### Videojocs
- La serie de videojocs de Baldur's Gate: Xan
- La serie de videojocs de Kingdom Hearts (I / II): L'alcalde de la Ciutat de Halloween (I), Barril, Smee, Lumiere, Merlín
- Quest for Glory IV: Shadows of Darkness: Dr. Cranium, Igor, Bonehead, Ad Avis
- Star Wars Jedi Knight II: Jedi Outcast / Star Wars: Jedi Knight: Jedi Academy: Kyle Katarn
- Star Wars: Force Commander: Brenn Tantor
- The Legend of Spyro: A New Beginning: Cyril, el pare de Sparx, Mole-yair